# Vorfeldlotse
Ein Vorfeldlotse (engl. apron controller) hat die Aufgabe, den Verkehrsfluss von Luftfahrzeugen und anderen Fahrzeugen auf den Vorfeldflächen eines größeren Flugplatzes sicher, ordnungsgemäß und zügig zu regeln.
Beschäftigt sind Vorfeldlotsen meist bei der jeweiligen Flughafengesellschaft, ihr Arbeitsplatz befindet sich in der Vorfeldkontrolle.
Die Verwendung des Begriffs Lotse ergibt sich in logischer Konsequenz aus dem Begriff Fluglotse. An Flugplätzen mit sehr hohem Verkehrsaufkommen wird immer häufiger eine eigene Vorfeldkontrollstelle eingerichtet.

## Aufgaben
Der Vorfeldlotse überwacht das Verkehrsgeschehen auf dem Vorfeld und lotst alle Luftfahrzeuge in seinem Zuständigkeitsbereich, um Zusammenstöße und sicherheitsrelevante Annäherungen zwischen Luftfahrzeugen untereinander oder mit anderen Verkehrsteilnehmern und Hindernissen zu vermeiden.
Die Hauptaufgabe dieser Tätigkeit ist es, gelandete Luftfahrzeuge nach dem Verlassen des Zuständigkeitsbereichs der Platz- oder Rollkontrolle über die Rollwege des Vorfelds zur zugewiesenen Parkposition, bzw. startende Luftfahrzeuge von der Parkposition über das Vorfeld in Richtung der zugewiesenen Startbahn bis zum Erreichen des angrenzenden Zuständigkeitsbereichs (Platz- oder Rollkontrolle) zu führen.
Die Lenkung des Flugzeugrollverkehrs erfolgt mittels Flugfunk und wird in englischer Sprache abgewickelt, wobei der Vorfeldlotse den Cockpitbesatzungen die Genehmigungen zum Zurückschieben des Luftfahrzeugs aus der Parkposition (engl. pushback-clearance) und zum Rollen (engl. taxi-clearance) auf dem Vorfeld erteilt. Dabei muss besonders auf Einhaltung der erforderlichen wingtip-clearances und jet-blast-Abstände geachtet werden.
Das Rufzeichen der Bodenfunkstelle lautet „Vorfeld“ (englisch "apron").

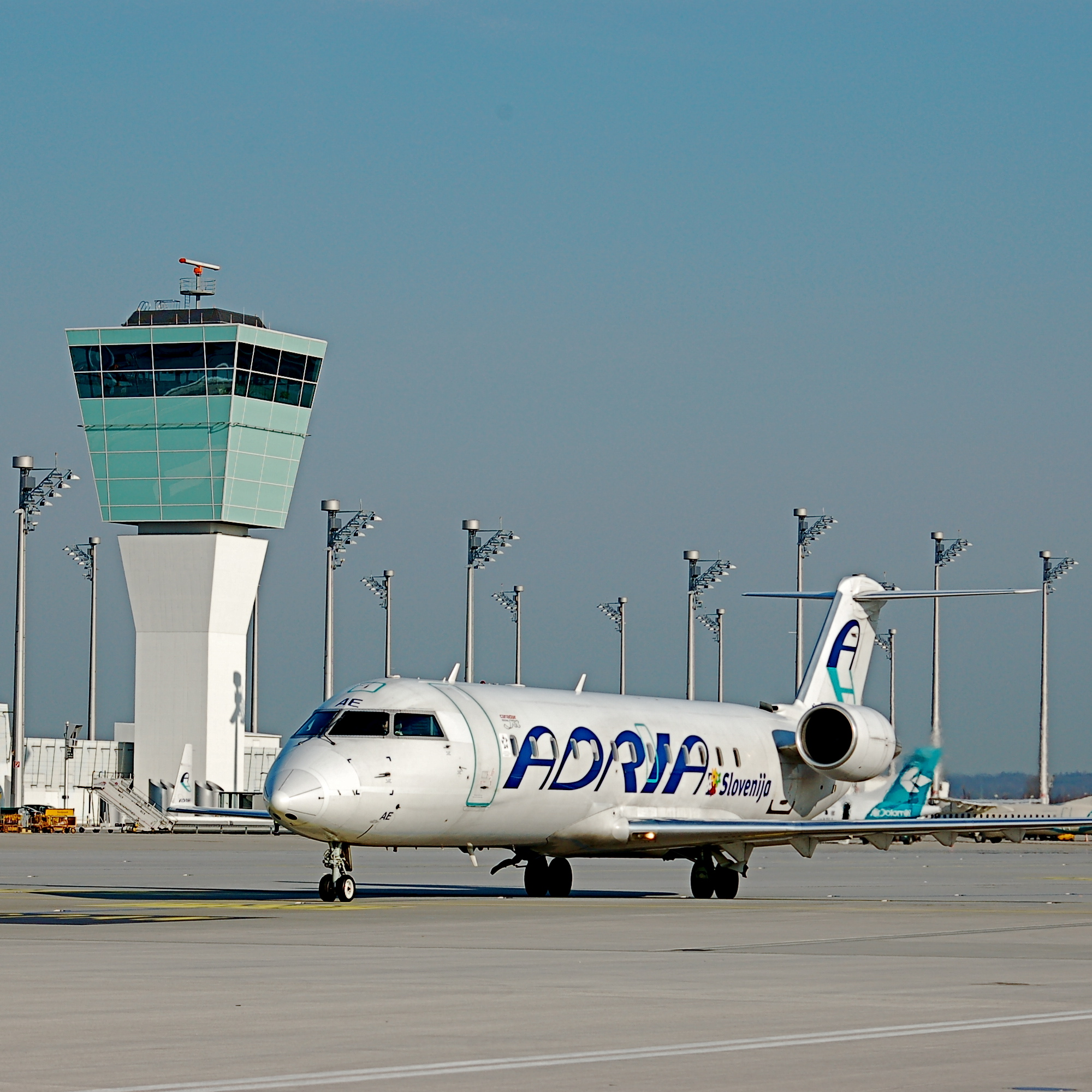
Arbeitsstätte der Vorfeldlotsen
am Flughafen München

Eines der wichtigsten Arbeitsmittel ist der direkte Sichtkontakt. Sollte dieser stellenweise baulich bedingt nicht gegeben sein, dienen Kamerabilder als Ersatz.
Bei schlechter Sicht durch Niederschlag oder Nebel wird der Lotse durch Bodenradar und Positionsmeldungen der Piloten unterstützt. Je nach Ausstattung des Flugplatzes hat er zusätzlich die Möglichkeit, den Rollverkehr durch das Schalten von optischen Rollführungshilfen wie befeuerten Rollleitlinien, Stoppbarren und Einrollleitlinien zu führen.
Die Versorgung mit den nötigen Flugbetriebsdaten erfolgt über diverse EDV-Systeme, worüber auch die Erfassung relevanter Daten erfolgt.
Für Einpark- und Lotsenvorgänge koordiniert der Vorfeldlotse den Einsatz von Marshallern und Follow-Me-Fahrzeugen. Alternativ zum Marshaller stehen auf vielen Parkpositionen automatische Andocksysteme zur Verfügung, die durch den Vorfeldlotsen bedient werden.
Zudem obliegt ihm die Kontrolle für Umschleppvorgänge von Luftfahrzeugen, die wie rollende Luftfahrzeuge in den aktuellen Verkehrsfluss integriert werden müssen.
Auch alle anderen Fahrzeuge, die aus betrieblicher Notwendigkeit die Rollwege befahren müssen, werden vom Vorfeldlotsen koordiniert und geleitet.
Die Kommunikation mit all diesen Verkehrsteilnehmern erfolgt mittels Betriebsfunk in deutscher Sprache.
U. a. beteiligt sich der Vorfeldlotse aktiv an der Abwicklung von Alarmereignissen, fährt zur Vermeidung von FODs (Foreign Object Damage) in regelmäßigen Abständen Kontrollfahrten auf den Start- und Landebahnen und koordiniert bei Beeinträchtigung durch Schneefall und Glätte die Winterdienstaktivitäten in seinem Zuständigkeitsbereich.
Die wichtigsten Schnittstellen erfordern eine intensive Zusammenarbeit mit den angrenzenden Flugsicherungsstellen (Platz- und Rollkontrolle, Flight Data) und diversen Flugplatzabteilungen.

## Beruf und Ausbildung
In Deutschland arbeiten Vorfeldlotsen an den internationalen Verkehrsflughäfen Dresden, Erfurt, Frankfurt, Hamburg und München; angestellt sind sie dort bei den jeweiligen Flughafenbetreibern. Am Hauptstadtflughafen BER in Berlin sind die Vorfeldlotsen bei der Deutschen Flugsicherung (DFS) angestellt. Seit 2006 setzt auch der Flugzeughersteller Airbus an seinem Sonderlandeplatz in Hamburg-Finkenwerder Vorfeldlotsen ein.
„Vorfeldlotse“ bzw. „Apron Controller“ ist kein staatlich anerkannter Ausbildungsberuf, daher erfolgt die Ausbildung innerbetrieblich und unternehmensbezogen.
Zur Überprüfung der Eignung führen manche Arbeitgeber eine Eignungsprüfung beim Deutschen Zentrum für Luft- und Raumfahrt (DLR) in Hamburg durch.
Die Ausbildung ist in Verlauf und Inhalt (außer der IFR-Ausbildung) an die der Fluglotsen angelehnt und dauert ca. zwei Jahre.
Sie beinhaltet eine theoretische Grundausbildung, den Erwerb des „Allgemeinen Sprechfunkzeugnis für den Flugfunkdienst“ (AZF), Simulatortraining und on-the-job-Training am späteren Arbeitsplatz. Mit erfolgreichem Ausbildungsabschluss wird eine Lizenz erworben, für deren Erhalt sowohl jährlich eine Mindestanzahl an Arbeitsstunden nachgewiesen als auch die gesundheitliche Tauglichkeit aufrechterhalten werden muss.
Außerhalb Deutschlands bildet die Flughafen Zürich AG Vorfeldlotsen aus, wobei die deutschsprachige Berufsbezeichnung in der Schweiz „Rollverkehrsmanager“ lautet. Zudem erlangen die Mitarbeiter dort eine Lizenz des Bundesamtes für Zivilluftfahrt (BAZL) als „Ground Movement Manager“.

## Gewerkschaft
Die gewerkschaftliche Interessenvertretung der Vorfeldlotsen der Fra-Vorfeldkontrolle GmbH und der Flughafen München GmbH übernimmt die Gewerkschaft der Flugsicherung (GdF).